# Axylia dispalata
Axylia dispalata là một loài bướm đêm trong họ Noctuidae.